# Francesco Somaini (politico)

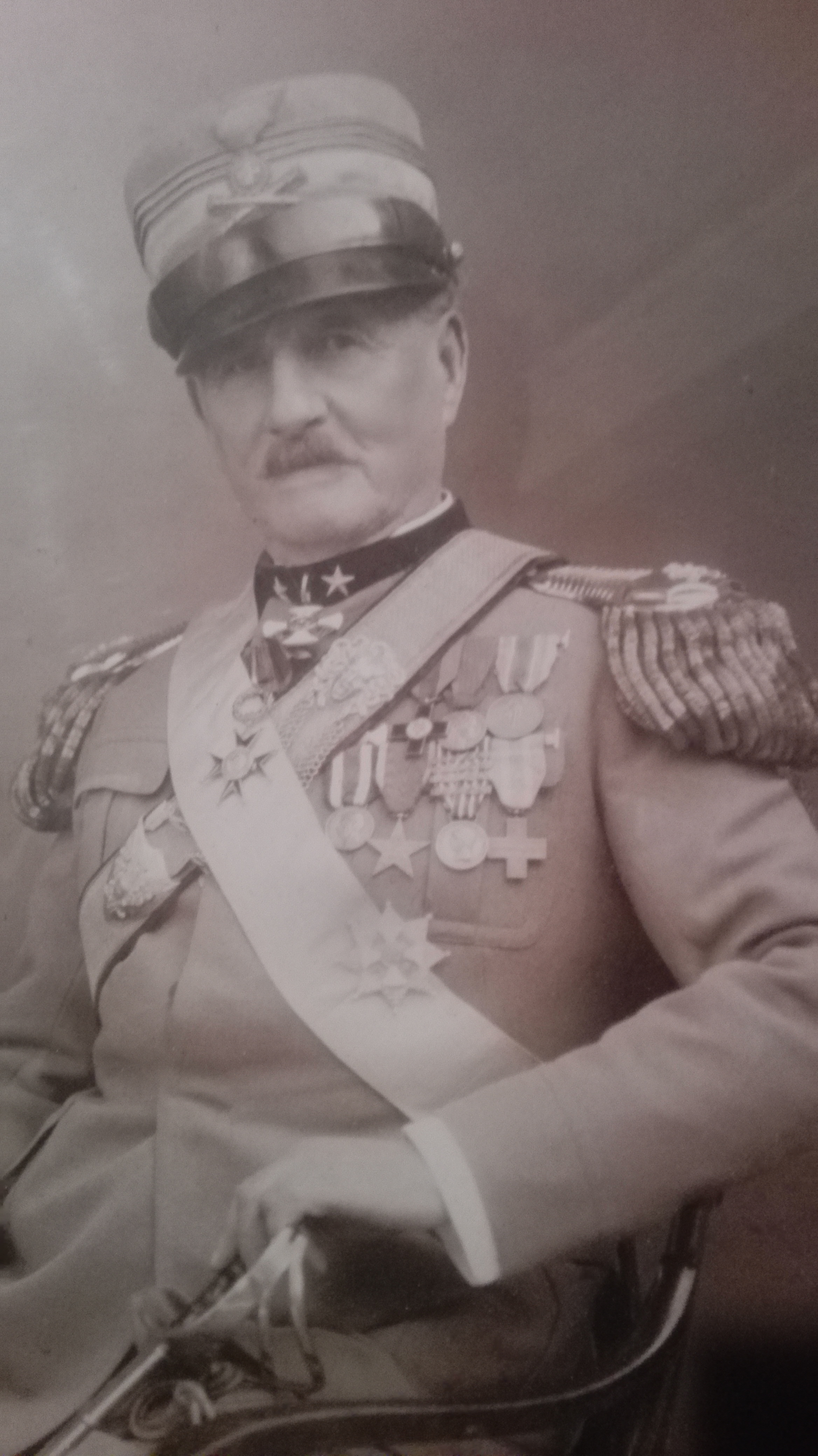
Francesco Somaini

Francesco Somaini (Como, 26 ottobre 1855 – Lomazzo, 1º novembre 1939) è stato un imprenditore, militare e politico italiano.

## Biografia
Nasce a Como nel 1855. Entrò nel Regio Esercito, dove diventò ufficiale d'artiglieria. Per problemi di salute entrò nella riserva militare dove continuò la carriera fino a divenire colonnello. In seguito divenne un imprenditore.  Al suo nome è legata l'Industria Cotoniera Somaini, costruita a Lomazzo nel 1893 e chiusa nel 1974; caratterizzata dalla rivoluzionaria produzione a vapore dovuta a delle macchine comprate in Svizzera, grazie alle quali era possibile produrre un filo di cotone altamente pregiato. L'industria cotoniera dei Somani fu portata avanti dalla famiglia, insieme ad altre imprese, per diversi anni dopo la morte del suo fondatore. Oggi la fabbrica e il villaggio operaio sono un esempio di archeologia industriale.
A partire dal 2010 nei rinnovati edifici del cotonificio si è insediato ComoNExT - Innovation Hub, il parco scientifico e incubatore di imprese della Provincia di Como.
Fu anche eletto deputato durante gli anni della prima guerra mondiale, si occupò principalmente di questioni militari o amministrative della provincia di Como e fece costruire il Tempio Voltiano di Como, su progetto dall'architetto Federico Frigerio, in cui raccolse cimeli, scritti e documenti su Alessandro Volta. È nonno dell'omonimo scultore, Francesco Somaini.